# 休·博內威利
休·博內威利（Hugh Bonneville，1963年11月10日—）是英國的一位演員，出生在倫敦，畢業於劍橋大學。他最著名作品是獨立電視台影集唐頓莊園。

## 外部連結
- Official website of Hugh Bonneville （页面存档备份，存于）
- 休·博內威利在互联网电影资料库（IMDb）上的資料（英文）